# Tumebacillus luteolus
Espèce
Tumebacillus luteolus est une espèce de bactéries gram-positives de la famille des Alicyclobacillaceae.

## Historique
Les deux souches U13 et U14 de cette espèce ont été isolées de sols en Ukraine à Dobrovelytchkivka dans l'oblast de Kirovohrad. Elles ont été décrites en 2015.

## Description
Les bactéries de l'espèce Tumebacillus luteolus sont des bactéries à Gram positif, aérobies, non mobiles et ne formant pas de spores. Elles sont en formes de bacilles.
La croissance est optimale à une température comprise entre 28 °C et 37 °C mais elle est possible aussi entre 25 °C et 42 °C. Le pH optimal du milieu de culture est de 6,0 à 9,0 mais sa croissance est possible dans une gamme de pH allant de pH 5.0 à pH 9.0. Bien que l'optimum de croissance soit obtenu avec 0 % de NaCl, ces bactéries peuvent supporter une concentration maximale de 1 % dans le milieu. Sur milieu R2A agar, les colonies de ces bactéries sont convexes et de couleur jaune.
Les réactions biochimiques sont positives pour les tests de la phosphatase acide, Phosphatase alcaline, N-acetyl-b-glucosaminidase, estérase (C4), estérase (C8), α-glucosidase (par hydrolyse d'amidon), β-glucosidase, β-glucuronidase et l'activité naphthol-AS-BI-phosphohydrolase.
Le peptidoglycane de la paroi membranaire est de type A1γ (acide meso-diaminopimélique).

## Taxonomie
Le nom correct complet (avec auteur) de ce taxon est Tumebacillus luteolus Her et al. 2015.
La souche type de cette espèce est la souche U13 déposée dans des banques de cultures bactériennes sous les identifiants KEMB 7305-100 et JCM 19866.

### Étymologie
L'étymologie du nom spécifique de Tumebacillus luteolus' est la suivante : lu.te.o’lus. L. masc. adj. luteolus, jaunâtre.

### Phylogénie
L'analyse phylogénétique du gène de l'ARN ribosomal 16S a montré que les bactéries U13 et U14 font partie du phylum Firmicutes (désormais appelé Bacillota), de la classe des Bacilli, de l'ordre des Bacillales et de la famille des Alicyclobacillaceae. D'après ces analyses, l'espèce la plus proche de la souche U13 est l'espèce Tumebacillus ginsengisoli avec 95,48 % de similarité entre les séquences. La similarité de séquences avec les autres espèces du genre Tumebacillus est de 95 % avec Tumebacillus flagellatus et de 93,44 % avec Tumebacillus permanentifrigoris. L'espèce la plus proche appartenant à un autre genre bactérien, est une espèce du genre Effusibacillus,  Effusibacillus pohliae avec 90,96 % d'homologie.
Une méthode d'hybridation ADN-ADN a révélé que les deux souches U13 et U14 appartiennent à la même espèce (avec 95 % d'hybridation) et qu'elles appartiennent au genre Tumebacillus mais avec seulement 10 % à 15 % d'hybridation entre ces souches et l'espèce T. ginsengisoli.